# Berliner Meilenstein (Syke)

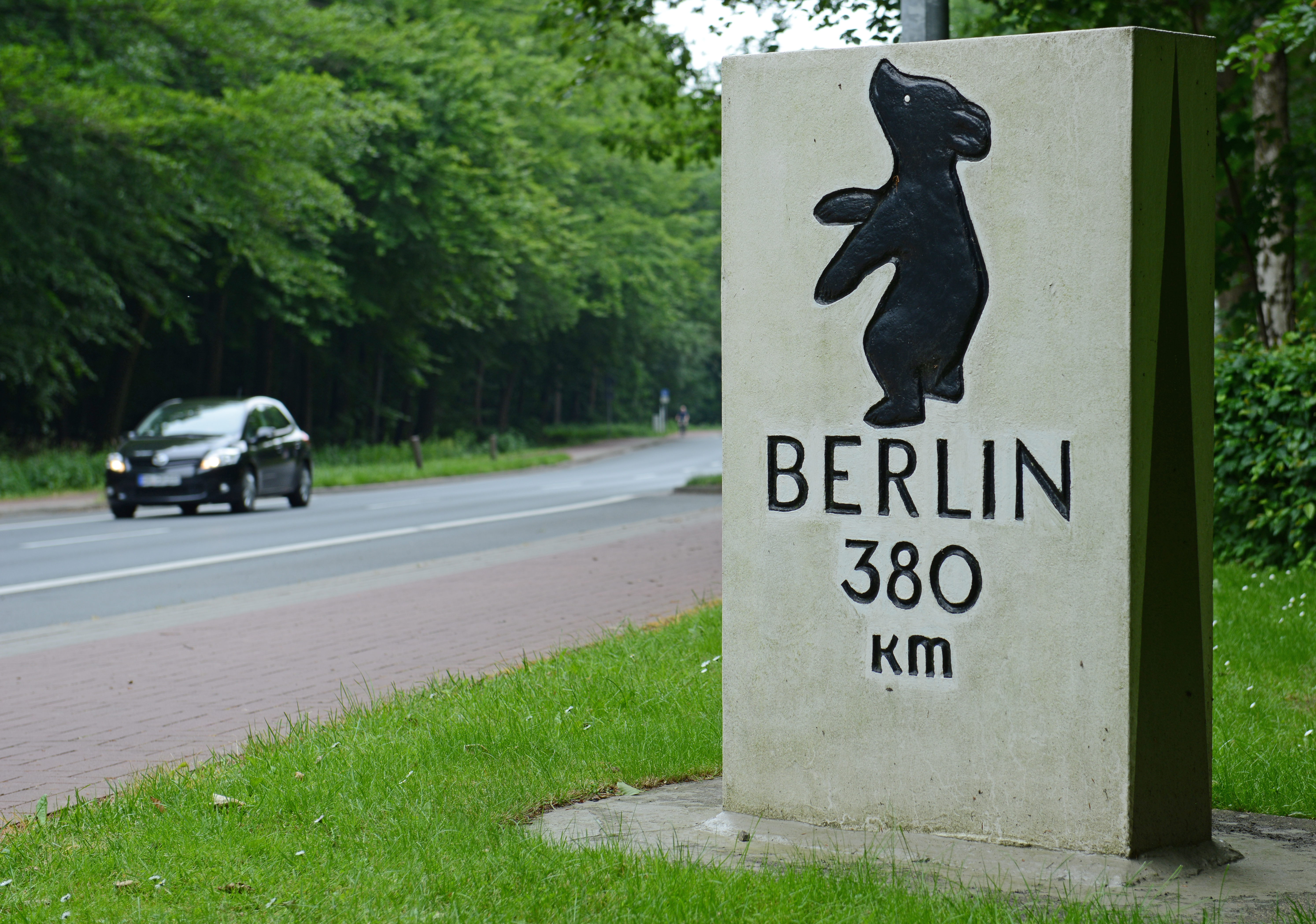
Berliner Meilenstein in Syke

Der Berliner Meilenstein in Syke ist ein Kleindenkmal in der niedersächsischen Stadt Syke. Der Stein wurde 1957 während des Kalten Krieges als Mahnmal zur Bemühung um die deutsche Einheit und als Zeichen der Verbundenheit mit West-Berlin aufgestellt, das damals vom Staatsgebiet der DDR eingeschlossen war. Der Stein an der Bundesstraße 6 steht unter Denkmalschutz und ist der älteste Berliner Meilenstein in Niedersachsen.

## Beschreibung
Der erste Berliner Meilenstein wurde 1954 aufgestellt, nachdem der damalige  Bundesminister für Verkehr Hans-Christoph Seebohm (DP) 1953 die Aufstellung derartiger Steine angeordnet hatte. Nach einem Besuch einer Tagung der Deutschen Partei 1957 in Syke durch Seebohm griff die Idee auf Syke über. Den Stein stiftete ein Syker Betonwerk und stellte ihn auch auf. Er ist 1,4 Meter hoch, 88 cm breit und 28 cm tief. Die Inschriften wie auch die Figur des Berliner Bären sind in den Stein eingraviert. Der Aufstellungsort befindet sich auf staatlichem Forstbesitz am Waldrand der Bundesstraße 6 unweit des Kreismuseums Syke. Er ist bei der Einfahrt in den Ort aus Richtung Bremen zu sehen. Die Vorlage des Bärenreliefs stammt von der Bildhauerin Renée Sintenis. Nachdem die Aufschrift des Steins verwittert war, regte ein Beigeordneter des Syker Stadtrats 1961 an, den Stein weiß zu streichen und den Bären sowie die Kilometerangabe schwarz einzufärben. Damit wollte er erreichen, dass das Sinnbild für Berlin wieder mehr in den Blick gerät, da zwei Wochen zuvor mit dem Bau der Berliner Mauer begonnen worden war. Diese Farbgebung behielt der Stein bis heute (2022) bei. Das Niedersächsische Landesamt für Denkmalpflege wies den Meilenstein 2015 zum Kulturdenkmal aus. Den Status erlangte der Stein nur, weil er vor dem Bau der Berliner Mauer ab dem 13. August 1961 aufgestellt wurde.

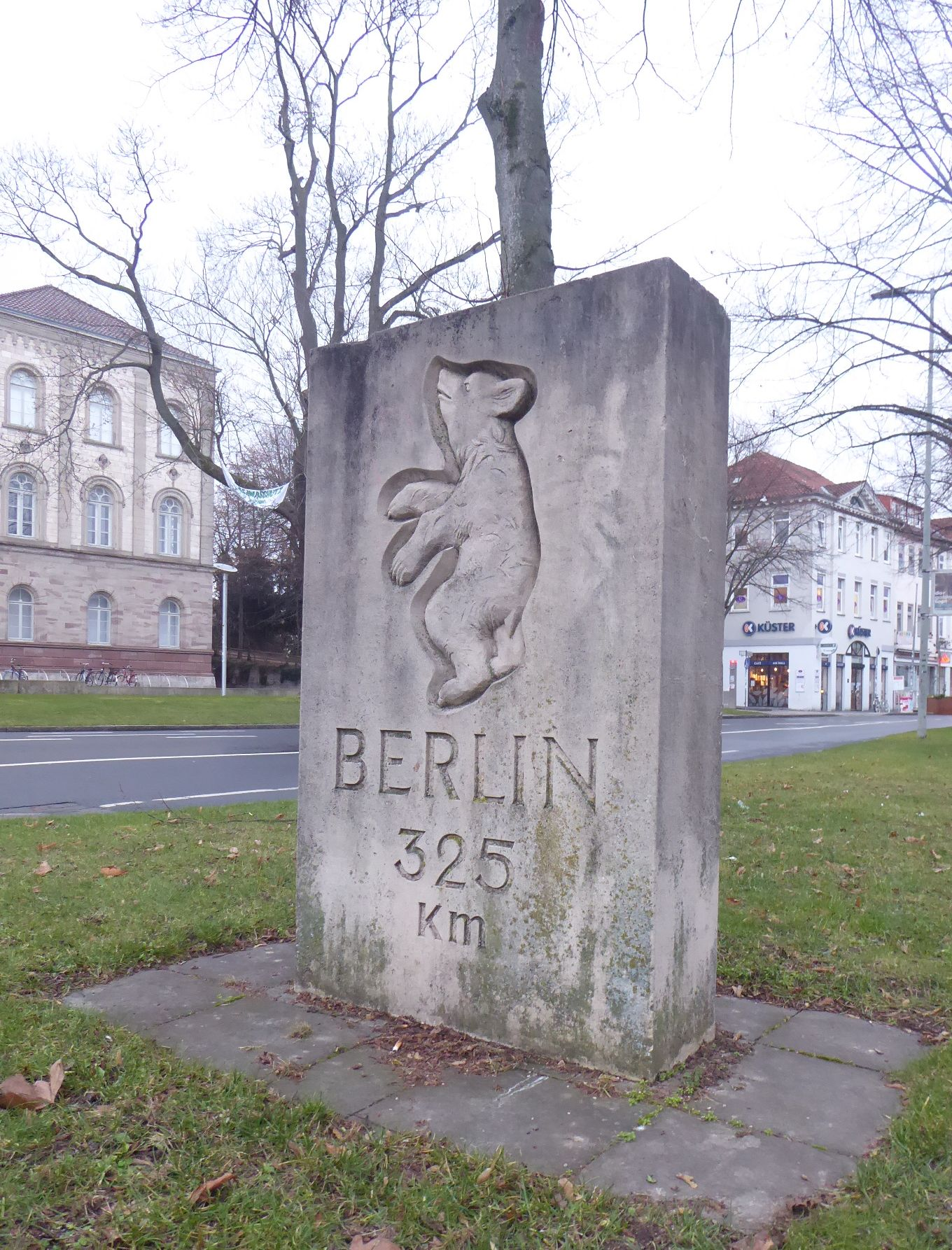
Berliner Meilenstein in Göttingen

Neben Syke steht ein weiterer, ebenso denkmalgeschützter Meilenstein in Göttingen neben dem Heinz-Erhardt-Denkmal. Er wurde am Tag der Deutschen Einheit am 17. Juni 1960 eingeweiht.
Mindestens 81 Meilensteine in Deutschland und einige im Ausland, darunter in Triest und in Windhoek, zeigen das von Sintenis geschaffene Relief.
In Niedersachsen bestehen in mindestens 27 Orten Berliner Meilensteine in unterschiedlichen Ausführungen, deutschlandweit sind es mindestens 180 Standorte.